# Rundemølle
Rundemølle er en vandmølle på Løjt Land i det nordøstlige hjørne af  Aabenraa Kommune. Møllebygningerne fungerer i nutiden som museum og privatbolig. Vandmøllen der ophørte med at male korn i 1945 ligger ved Elsted Bæk, der ca. 600 m nedstrøms løber ud i Genner Bugt, og består af en hovedbygning fra 1875, en møllebygning, en lade og en bageribygning.
1995 blev Rundemølle overtaget af skibsreder Hans Michael Jebsen, der efter renoveringen af bygningerne i 1997 gav Løjt Lokalhistoriske Forening lov til at disponere over mølle- og bageribygningen, som hver er i tre etager, til museumsformål. Her udstiller foreningen egne samlinger sammen med det omfattende antal møbler og andre effekter, der ejes af skibsrederen. Museet har ingen fast åbningstid, men besøg på Rundemølle kan aftales med Løjt Lokalhistoriske Forening

## Historie
Historiske kilder fortæller, at vandmøllen Rundemølle blev grundlagt i det 13. århundrede. Den nævnes i 1436 i den slesvigske bisps jordebog. I 1519 overtoges den af Christian 2.. I 1564 overtog Eskel Jessen møllen, der blev bevaret i slægten i 330 år. 
1870 blev der bygget et stuehus, og der oprettedes mejeri på møllen. Slægten Eschelsen afhændede møllen til Jens Jacobsen fra Øster Terp, og 1894 oprettedes et bageri i laden.
1920 indlagdes der turbiner i den gamle vandmølle, og det sidste korn blev malet i 1945. I 1955 overtog entreprenør Over Nissen møllen og siden er flere bygninger, bl.a. de gamle stalde revet ned. I 1960’erne etablerede han fiskedamme og en restaurant på stedet.
1995 overtoges møllen af skibsreder H.M. Jebsen.

## Museet
I møllebygningens stueetage er der to stuer med møbler og andet inventar fra kaptajnsgårdene på Løjt Land. Udover dagligstue- og spisestuemøbler udstilles der bl.a. fotos, plakater og malerier.
I møllebygningens 1. sal er der en samling af tøj og linned, arbejdstøj, barnevogne og legetøj. 
I kælderen er der en oldsagssamling.
I ladebygningens stueetage findes blandt andet en samling af landbrugsredskaber og en hestetrukken brandsprøjte.
I ladebygningens 1. sal er der en samling af 50 modelskibe og en model af skibsværftet på Kalvø. 
I ladebygningens loftetage er der en gammel købmandsforretning fra  1940-erne, en telefoncentral fra Barsø, et træskomagerværksted og ting fra de gamle gårde på Løjt Land.